# Município de Hardy (condado de Holmes, Ohio)
O município de Hardy (em inglês: Hardy Township) é um município localizado no condado de Holmes no estado estadounidense de Ohio. No ano de 2010 tinha uma população de 5 649 habitantes e uma densidade populacional de 66,48 pessoas por km².

## Geografia
O município de Hardy encontra-se localizado nas coordenadas 40° 33′ 32″ N, 81° 55′ 18″ O. Segundo a Departamento do Censo dos Estados Unidos, o município tem uma superfície total de 84.97 km², da qual 84.83 km² correspondem a terra firme e (0.16%) 0.14 km² é água.

## Demografia
Segundo o censo de 2010, tinha 5 649 pessoas residindo no município de Hardy. A densidade populacional era de 66,48 hab./km².